# Rasputin e l'imperatrice
Rasputin e l'imperatrice (Rasputin and the Empress) è un film del 1932 diretto da Richard Boleslawski e (non accreditato) Charles Brabin.
Il film è tratto da un'opera teatrale che i fratelli Barrymore avevano già interpretato a Broadway ed è l'unico in cui appaiono insieme nei ruoli di protagonisti: John interpreta Paul Chegodieff, il principe che organizza il complotto per uccidere Rasputin (i cui panni sono vestiti da Lionel). La sorella Ethel, invece, ricopre il ruolo della zarina Alessandra.
In febbraio, in Germania era uscito Rasputin, Dämon der Frauen, un'altra pellicola che si ispirava alla vicenda del monaco russo e che vedeva protagonista Conrad Veidt.
La MGM pagò al principe Yusupov una grossa cifra per evitare il processo di diffamazione intentato dal principe contro la compagnia di Culver City; da quel momento, per le case di produzione diventò una regola inserire in tutti i film la dizione all persons fictitious disclaimer.

## Trama
Negli ultimi anni dell'impero russo, il principe Paolo si rende conto non solo delle condizioni del popolo, ma anche che la rivoluzione sta montando. Alessio, l'erede al trono, è amato dalla gente, ma soffre di emofilia e ogni piccolo incidente può risultargli pericoloso. Arriva il momento che il medico di corte, Remezov, non riesce più a fermare una sua emorragia: la principessa Natasha, fidanzata di Paolo e dama di compagnia della zarina Alessandra, consiglia di chiamare un guaritore, il monaco Rasputin. Il monaco convince l'imperatrice di essere un inviato di dio. Rimasto solo con il ragazzo, lo ipnotizza, alleviando i suoi patimenti, ma rendendolo anche schiavo della sua volontà.
Rasputin prende il potere a corte: aiutato dal capo della polizia segreta, sostituisce gli uomini fedeli allo zar con i suoi, occupando così tutti i posti chiave. Con a sua disposizione i dossier segreti, il monaco può usare il ricatto per acquisire ancora più potere.
Il principe Paolo teme che l'impero possa cadere a causa di Rasputin. Decide di toglierlo di mezzo, uccidendolo: ma Natasha, inorridita, avverte il monaco delle intenzioni del principe. Così, quando Paolo gli spara, non riesce a colpirlo perché Rasputin ha indossato una corazza di metallo sotto la tunica. Lo zar, venuto a sapere dell'attentato, forza Paolo a dimettersi.
In seguito alla crisi serba, dopo l'attentato di Sarajevo, la Germania lancia un ultimatum alla Russia, perché smobiliti il suo esercito. Nicola e i suoi consiglieri sono divisi sulla decisione da prendere: Rasputin convince lo zar a rifiutare l'ultimatum e la decisione porta alla prima guerra mondiale.
Il monaco cerca di circuire la granduchessa Maria, la figlia di Alessandra. Natasha lo scopre in una stanza con la fanciulla e minaccia di andare a denunciare la sua condotta alla zarina. Rasputin la ipnotizza, facendo cadere la principessa in una trance profonda. Natasha viene salvata dall'arrivo tempestivo di Alessandra, cui la principessa, ripresasi, racconta quello che ha visto.
Davanti alla zarina, Rasputin si vanta adesso di essere lui il vero zar. Disperata, Alessandra chiede aiuto a Paolo. Il principe la rassicura, perché ha già pensato a un piano per far fuori Rasputin. A una grande cena, dove il monaco è l'ospite d'onore, uno dei domestici è un uomo del principe. Intervengono anche Paolo e il dottor Remezov. Rasputin è ansioso di eliminare il suo grande nemico: chiuso in cantina con Paolo, cerca di ucciderlo. Ma Paolo lo insulta e gli dice che il dolce che ha mangiato a cena era avvelenato. Poi, lo colpisce. Rasputin, cade ma poi si rialza: "se muoio io", dice, "con me muore anche la Russia". Alla fine, Paolo riesce ad abbatterlo: lo trascina fuori sulla neve, trasportandolo fino alla riva del fiume, gettando il corpo nell'acqua.
Morto Rasputin, Alessio torna in sé, liberato dalla trance ipnotica. Ma, gli uomini di Rasputin sono ancora al potere: Nicola costringe all'esilio Paolo. L'ultima profezia del ciarlatano però si rivela vera: lo zar viene rovesciato e, insieme a tutta la famiglia, viene fucilato dai rivoluzionari.

## Produzione
Il film fu prodotto dalla Metro-Goldwyn-Mayer (MGM) (controlled by Loew's Incorporated) e venne girato negli studi della compagnia di Culver City, al 10202 del W. Washington Blvd. Nel montaggio furono inseriti alcuni filmati di parate militari russe che appartenevano all'archivio di documentari di J. Stuart Blackton.
Il regista Charles Brabin che avrebbe dovuto dirigere il film, si scontrò diverse volte con Ethel Barrymore che, per spregio, lo chiamava "il signor Theda Bara" (Brabin era felicemente sposato con la leggenda del cinema muto). Venne sostituito da Richard Boleslawski e, benché alcune scene da lui girate fossero poi montate nella versione finale del film, il suo nome non apparve nei titoli e il film risultò opera del solo Boleslawski.
Irving Thalberg licenziò la scrittrice Mercedes de Acosta perché si era rifiutata di scrivere una scena dove Natasha, il cui personaggio era ispirato alla vera principessa Irina Yusupova, veniva stuprata da Rasputin. De Acosta, amica di Yusupov, l'omicida di Rasputin, sapeva che la cosa era falsa e mise sull'avviso la MGM. Dopo l'allontanamento della scrittrice, la scena venne inserita nel film, provocando in seguito la causa che vide contrapposta la casa di Culver City e il principe Yusupov.

## Distribuzione
Distribuito dalla Metro-Goldwyn-Mayer (MGM), il film fu presentato in prima a New York il 23 dicembre 1932, uscendo poi nelle sale statunitensi il 24 marzo 1933 con il titolo originale Rasputin and the Empress. In Finlandia, uscì il 19 novembre 1933 e poi, in riedizione, il 26 marzo 1954. Fu distribuito anche in Danimarca il 9 dicembre 1933 con il titolo Rasputin og kejserinden e in Portogallo, come Rasputine e a Imperatriz, il 13 marzo 1934. Nel Regno Unito, fu ribattezzato Rasputin the Mad Monk, in Spagna Rasputin y la zarina, in Germania Der Dämon Rußlands - Rasputin, in Austria Die letzte Zarin, in Grecia To lykofos ton tsaron. Il film è stato riversato in VHS e, poi, digitalizzato, è stato distribuito in DVD dalla Warner Home video nel 2009.

### Causa legale

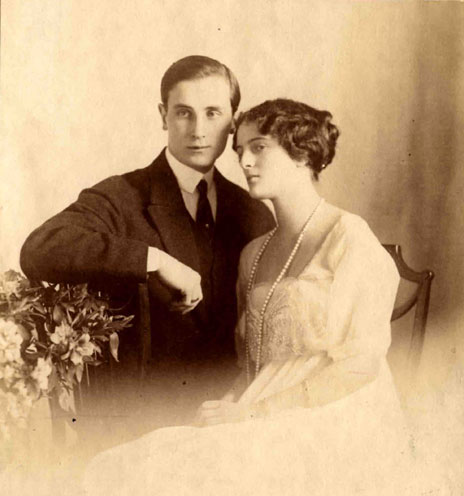
I principi Felix e Irina Yusupov (1914)

Thalberg e la MGM, nel 1933, furono querelati per diffamazione e violazione della privacy: il personaggio di Natasha si basava su quello vero della principessa Irina Yusupova, moglie di uno degli attentatori del vero Rasputin, che nel film viene descritta come amante di Rasputin e poi vittima di stupro. Nel Regno Unito, Yusupov ottenne un risarcimento di 127.373 dollari da un tribunale britannico, mentre negli Stati Uniti la MGM giunse a un accordo pagando 250.000 dollari, una cifra molto notevole per l'epoca.
La scena dello stupro venne tagliata, rendendo incomprensibile il comportamento di Natasha che, all'improvviso, prova paura per Rasputin senza alcuna ragione apparente. La versione laserdisc del film include il trailer del film che contiene parte della scena tagliata.
Gli studi hollywoodiani, a seguito della causa vinta da Yusupov, inserirono da quel momento nei titoli la clausola This motion picture is a work of fiction and any resemblance to persons living or dead is purely coincidental ("Questo film è opera di finzione e ogni riferimento a persone vive o morte è puramente casuale"). Nel 1989, Sir David Napley pubblicò il libro Rasputin in Hollywood che racconta dettagliatamente della querela per diffamazione di Yusupov contro la MGM.